# La Chapelle-Rambaud
Pour les articles homonymes, voir La Chapelle.
La Chapelle-Rambaud est une commune française située dans le département de la Haute-Savoie, en région Auvergne-Rhône-Alpes.

## Géographie
La Chapelle-Rambaud se situe sur les hauteurs de la vallée de l'Arve, à 7 km de La Roche-sur-Foron, en direction d'Annecy.
Altitude 950 m.

## Urbanisme

### Typologie
Au 1er janvier 2024, La Chapelle-Rambaud est catégorisée commune rurale à habitat dispersé, selon la nouvelle grille communale de densité à sept niveaux définie par l'Insee en 2022.
Elle est située hors unité urbaine. Par ailleurs la commune fait partie de l'aire d'attraction de Genève - Annemasse (partie française), dont elle est une commune de la couronne,. Cette aire, qui regroupe 158 communes, est catégorisée dans les aires de 700 000 habitants ou plus (hors Paris),.

### Occupation des sols
L'occupation des sols de la commune, telle qu'elle ressort de la base de données européenne d’occupation biophysique des sols Corine Land Cover (CLC), est marquée par l'importance des territoires agricoles (79,3 % en 2018), en augmentation par rapport à 1990 (73,9 %). La répartition détaillée en 2018 est la suivante : 
zones agricoles hétérogènes (72,3 %), forêts (20,7 %), prairies (7 %).
L'IGN met par ailleurs à disposition un outil en ligne permettant de comparer l’évolution dans le temps de l’occupation des sols de la commune (ou de territoires à des échelles différentes). Plusieurs époques sont accessibles sous forme de cartes ou photos aériennes : la carte de Cassini (XVIIIe siècle), la carte d'état-major (1820-1866) et la période actuelle (1950 à aujourd'hui).

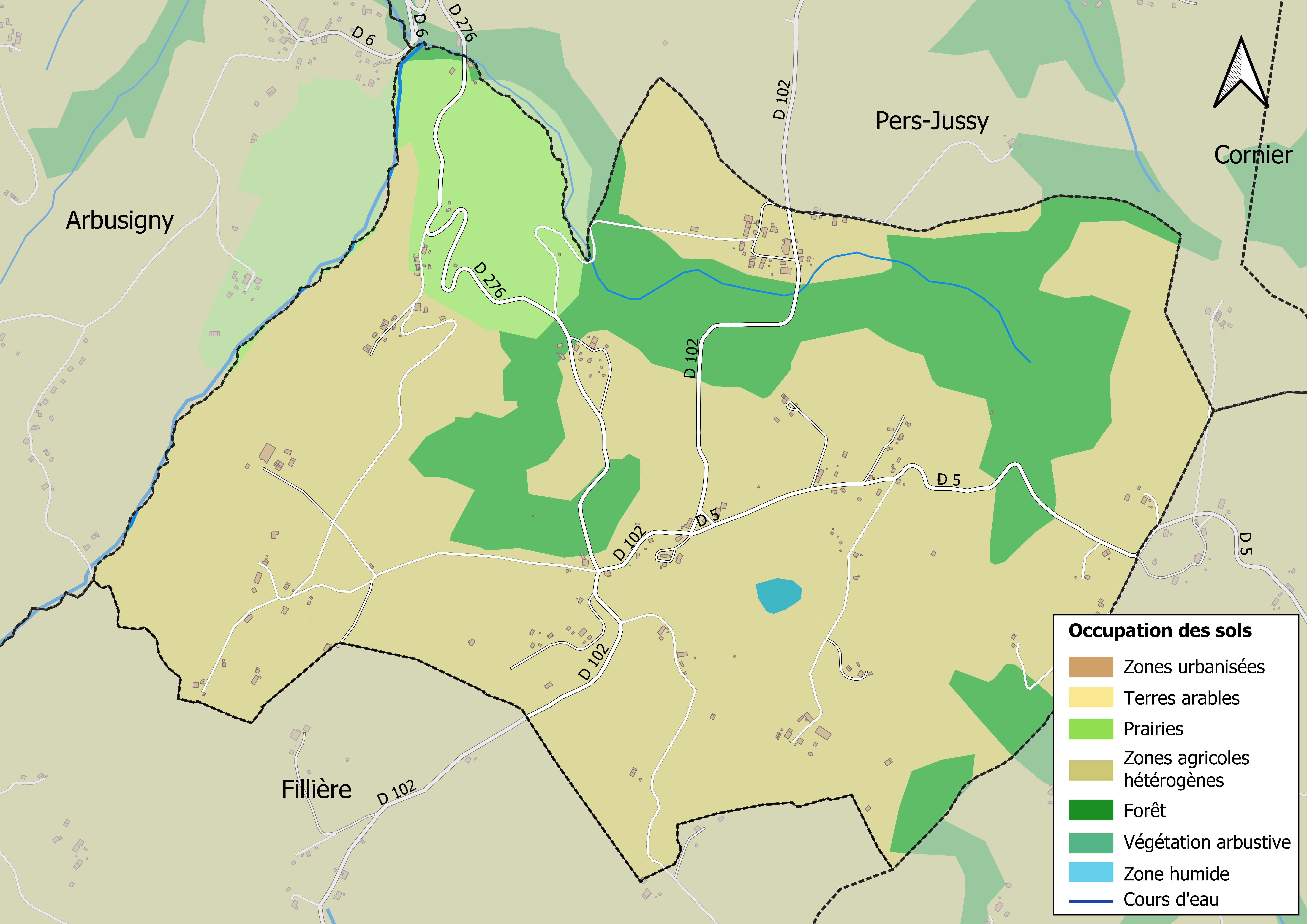
Carte des infrastructures et de l'occupation des sols en 2018 (CLC) de la commune.
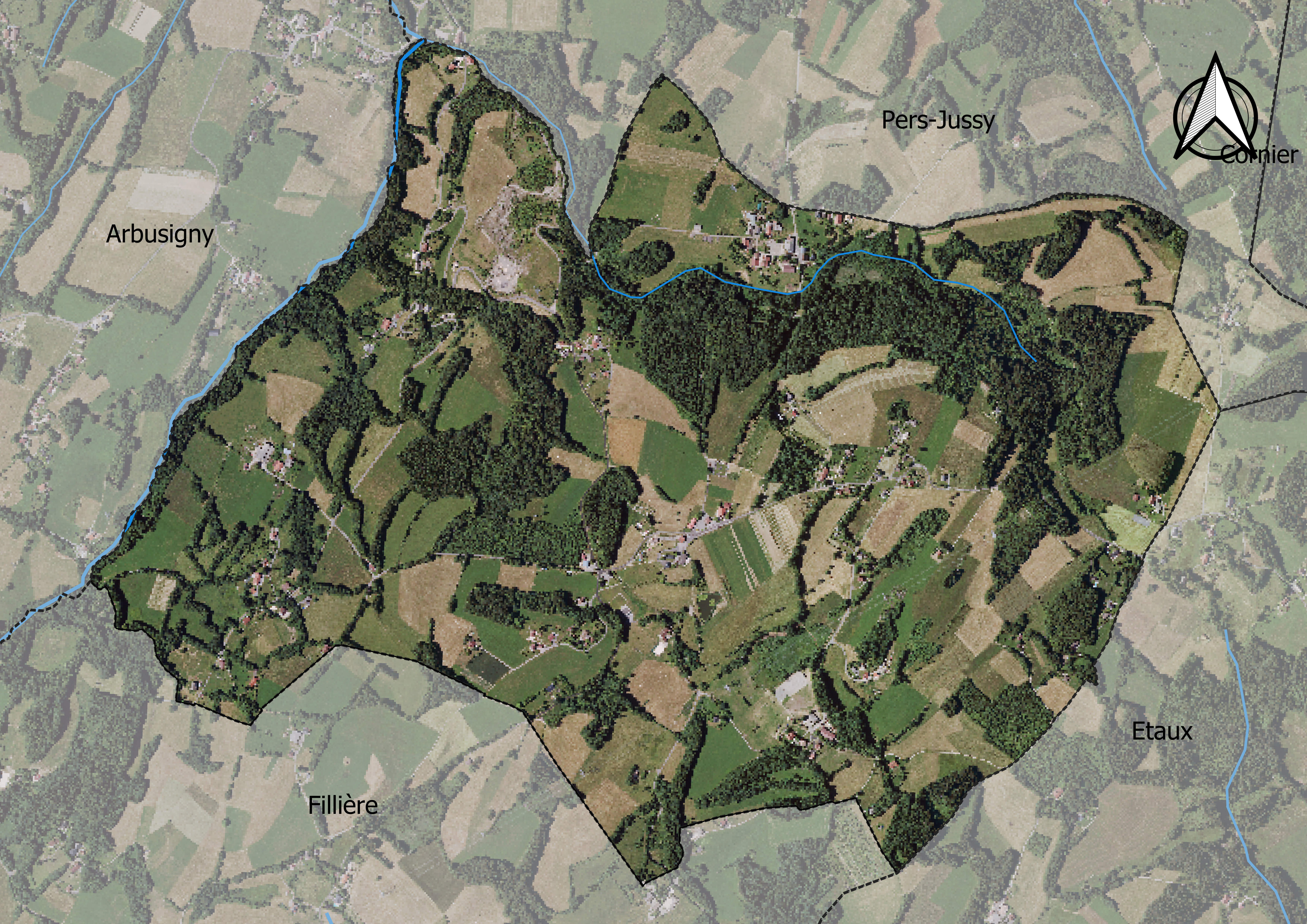
Carte orthophotogrammétrique de la commune.

## Toponymie
Si aucun personnage portant le patronyme « Rambaud » n'est connu pour avoir édifié une chapelle sur le territoire de la commune, c'est que l'origine du nom est en fait très ancienne.
Selon Bernard Vaulet, cité dans le dictionnaire Français-Savoyard de Roger Viret, la Chapelle-Rambaud aurait pour origine un patronyme germanique, et plus précisément burgonde, Ranbald (de Raginbald ou Raganbald). On sait que les Burgondes, peuplade germanique, ont été installés dans la région par les romains en 443, afin d'empêcher les invasions des autres peuples barbares. Ils ont donné de nombreux noms de lieux en Savoie et en Suisse romande.
D'après Henry Suter, la Chapelle-Rambaud viendrait du germanique Hrambald et pour Charles Montaudon, Rambaud serait issu du germanique Raginbald, « conseil audacieux ».
Quoi qu'il en soit, l'origine germanique, vraisemblablement burgonde, est établie. Les Burgondes ont occupé pacifiquement la région et l'ont administrée pendant près d'un siècle, en assurant la protection militaire et en se substituant à l'administration romaine. Un descendant des premiers Burgondes qui étaient chrétiens a pu faire construire un édifice religieux sur le territoire de la commune, lui donnant ainsi son nom.
Au cours des siècles suivants, le toponyme a évolué et il s'est écrit Rembot avant 1312. Vers 1344, il est attesté Cura Capelle Rembot. Il a même été latinisé comme c'était l'usage au Moyen Âge: Il est noté Capella Rambodi, notamment dans des textes notariés latin, ou également Sacellum Rambodie.
L'orthographe « savoyarde » a également été usitée et le nom est devenu Chapelle Ramboz selon l'usage graphique de l'époque qui ajoutait un « z » lorsque la voyelle finale était atone.
En 1528, on le trouve écrit Rambod. Puis, durant le court intermède de l'annexion par la France de la région qui formera le département du Mont-Blanc puis du Léman, il a pu apparaitre avec l'orthographe Chapelle Rambaux, mais lors du retour dans le giron du duché de Savoie en 1815 la commune redeviendra La Chapelle-Rambaud. (Même si l'on retrouve encore le nom de La Chapelle Ramboz dans le numéro daté du 25 mai 1858 du Courrier des Alpes).
Pour les gens de la région, le vocable La Chapelle suffit à identifier la commune, et en patois savoyard le nom est prononcé La Shapala,.

## Histoire
De 1924 à 1993, une fruitière a fonctionné, alimentée par une soixantaine de sociétaires. De 1997 à l'an 2000, le bâtiment a connu d'importants travaux pour y installer la nouvelle mairie, une bibliothèque et un appartement.
La fête du village est célébrée le 15 août, fête de l'Assomption, à laquelle l'église est dédiée. Elle a été remise à l’honneur par les « Sgnules » comité des fêtes du village.

## Politique et administration
| Période   | Période   | Identité       | Étiquette | Qualité |
| --------- | --------- | -------------- | --------- | ------- |
| mars 1995 | mars 2001 | Noël Suatton   | ...       | ...     |
| mars 2001 | mars 2008 | Noël Suatton   | ...       | ...     |
| mars 2008 | mai 2020  | Pierre Marmoux | ...       | ...     |
| mai 2020  | En cours  | Matthieu Bach  | ...       | ...     |

## Démographie
L'évolution du nombre d'habitants est connue à travers les recensements de la population effectués dans la commune depuis 1793. Pour les communes de moins de 10 000 habitants, une enquête de recensement portant sur toute la population est réalisée tous les cinq ans, les populations de référence des années intermédiaires étant quant à elles estimées par interpolation ou extrapolation. Pour la commune, le premier recensement exhaustif entrant dans le cadre du nouveau dispositif a été réalisé en 2006.

En 2022, la commune comptait 251 habitants, en évolution de −1,95 % par rapport à 2016 (Haute-Savoie : +6,01 %, France hors Mayotte : +2,11 %).
| 1793 | 1800 | 1806 | 1822 | 1838 | 1848 | 1858 | 1861 | 1866 |
| ---- | ---- | ---- | ---- | ---- | ---- | ---- | ---- | ---- |
| 147  | 132  | 131  | 200  | 278  | 280  | 234  | 233  | 260  |

| 1872 | 1876 | 1881 | 1886 | 1891 | 1896 | 1901 | 1906 | 1911 |
| ---- | ---- | ---- | ---- | ---- | ---- | ---- | ---- | ---- |
| 278  | 294  | 292  | 283  | 287  | 299  | 279  | 257  | 250  |

| 1921 | 1926 | 1931 | 1936 | 1946 | 1954 | 1962 | 1968 | 1975 |
| ---- | ---- | ---- | ---- | ---- | ---- | ---- | ---- | ---- |
| 213  | 211  | 200  | 168  | 201  | 183  | 164  | 155  | 160  |

| 1982 | 1990 | 1999 | 2006 | 2011 | 2016 | 2021 | 2022 | - |
| ---- | ---- | ---- | ---- | ---- | ---- | ---- | ---- | - |
| 173  | 177  | 177  | 210  | 228  | 256  | 254  | 251  | - |

On appelle ses habitants les Chapellines et les Chapellins.

## Lieux et monuments

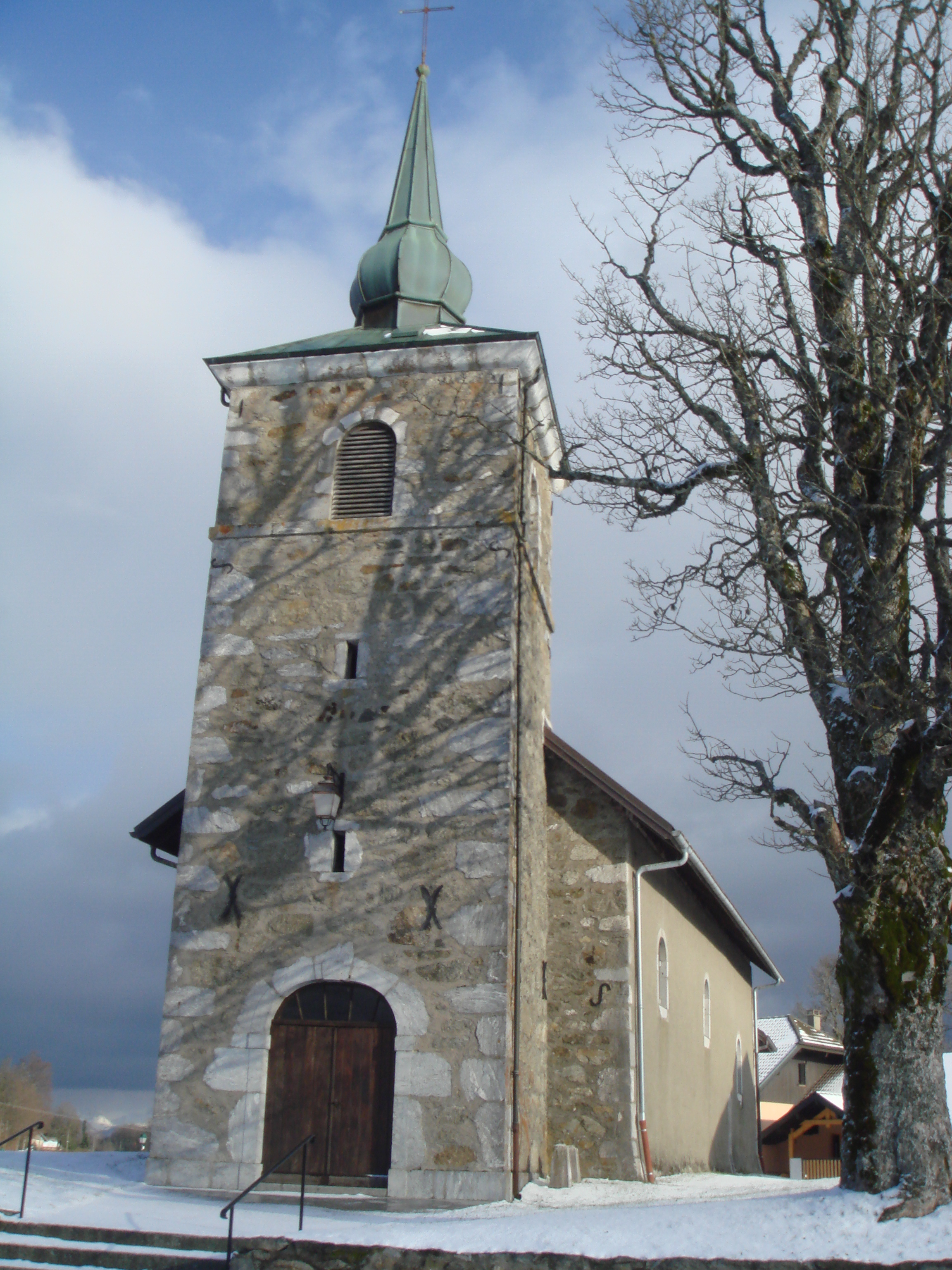
Église de La Chapelle-Rambaud.

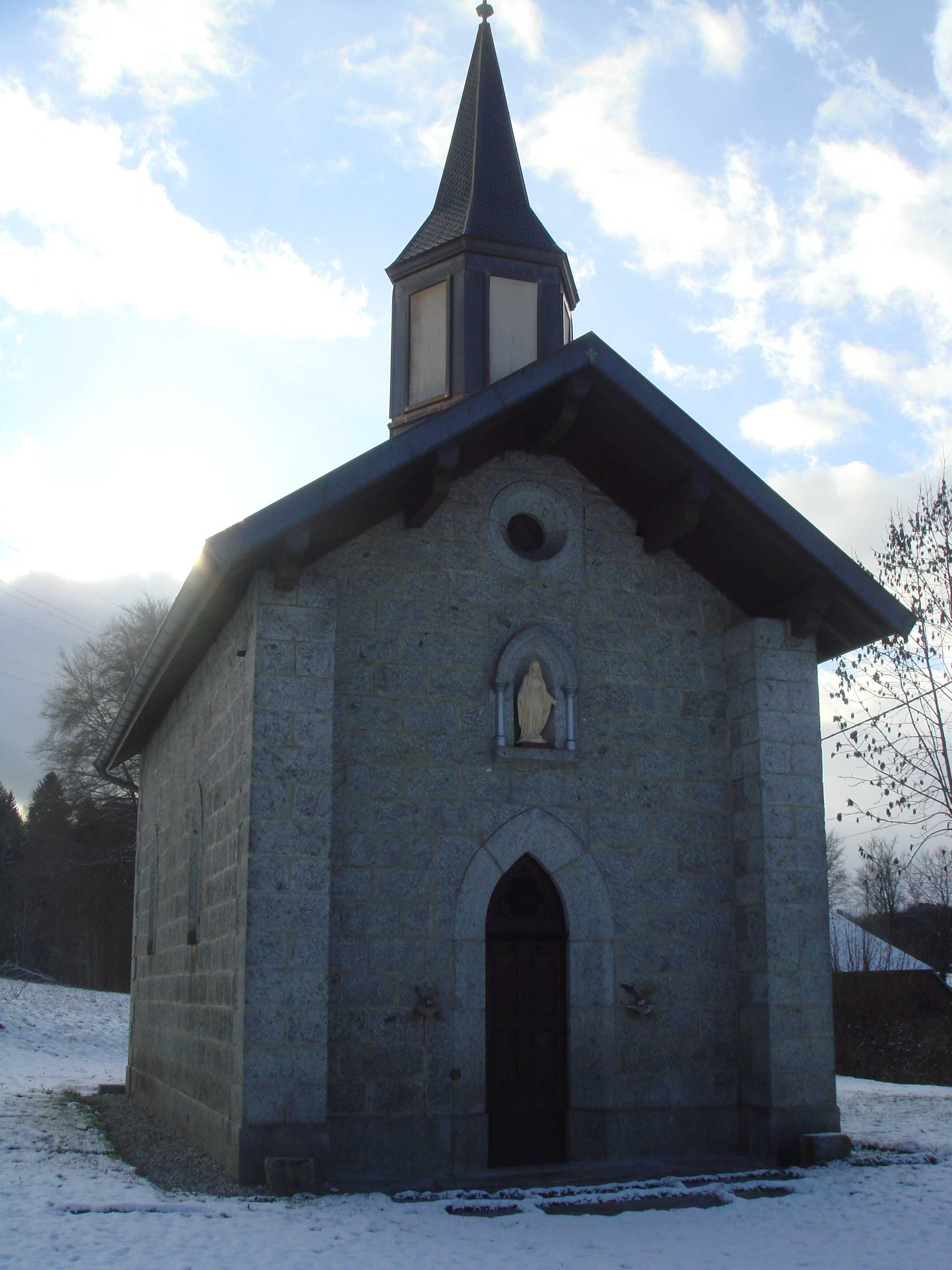
Petite chapelle de la Marmotte.

- Statue de saint Blaise datant du XVIIe siècle.
- Église Notre-Dame-de-l'Assomption, avec son chœur datant du XVIe siècle.
- Petite chapelle du lieu-dit La Marmotte. Cette chapelle fut taillée dans un seul bloc de granit.